# Швечке, Карл-Густав

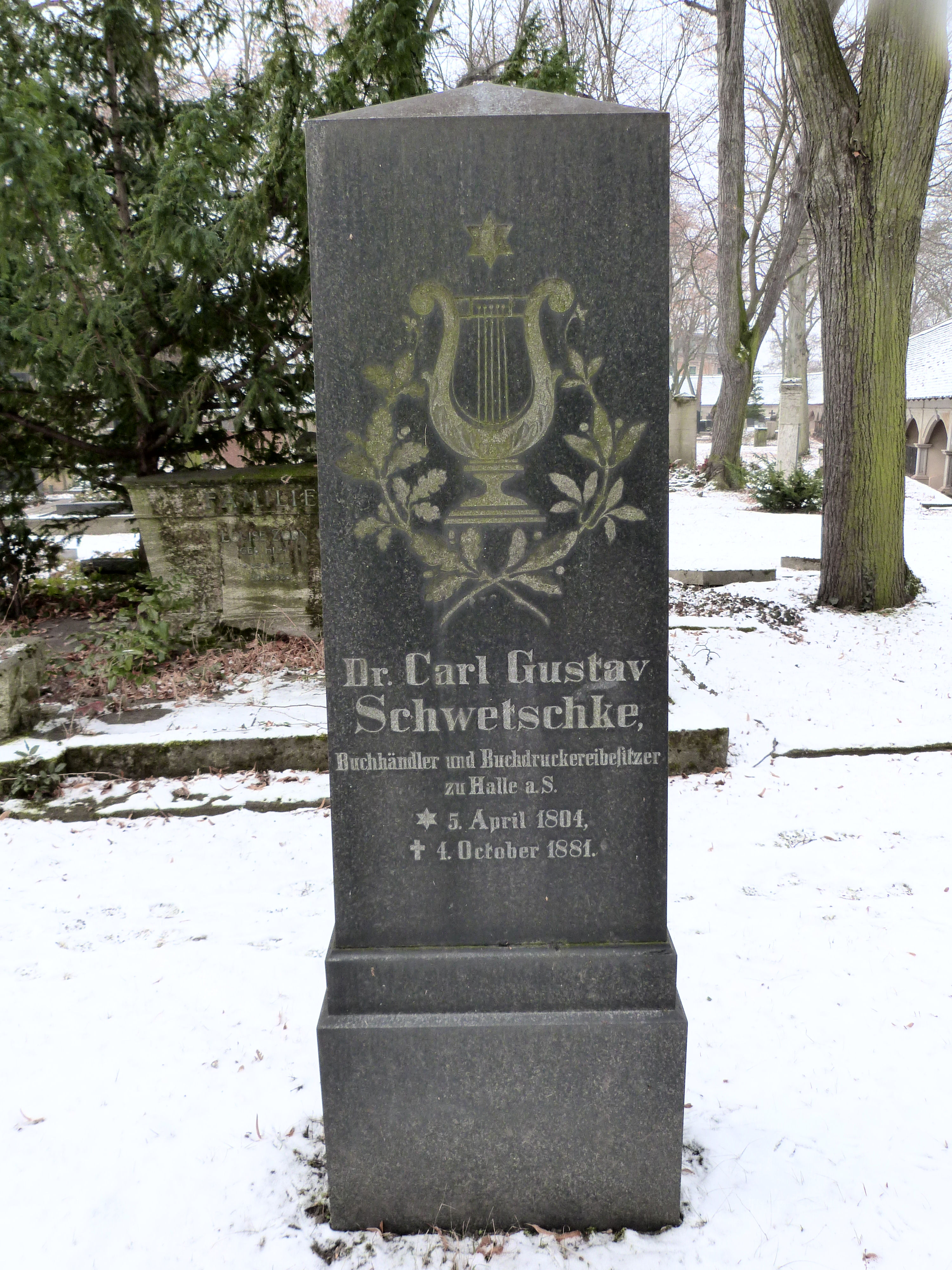
Могила Карла-Густава Швечке

Карл-Густав Швечке (нем. Carl Gustav Schwetschke; 5 апреля 1804, Галле, курфюршество Саксония — 4 октября 1881, там же) — немецкий писатель

, поэт, издатель, редактор, политик.
Доктор наук.

## Биография
Изучал филологию в университете Галле, но был оттуда отчислен за участие в студенческом движении, и философию в Гейдельбергском университете. С 1825 года работал в книжном магазине своего отца.
В 1828 году стал редактором «Hallesche Kurier».
Занимался политической деятельностью. В 1848 г. был избран в парламент Франкфурта — Франкфуртское национальное собрание. Здесь в феврале 1849 года появился его направленный против левых демократов политический памфлет на латыни: «Novae epistolae obscurorum virorum» (разошелся во многих изданиях; юбилейное издание: Галле, 1874 г., с комментарием).
В 1855 году против прусской реакции напечатаны его «Novae epistolae clarorum virorum». Ему также принадлежат, частью на латинском, частью на немецком языках, стихотворные произведения: «Bismarkias» (6-е изд., 1870); «Varzinias» (3-е изд., 1870) и «Zeitgedichte» (1873). Из стихов Швечке, частично написанных на латыни, можно упомянуть дидактический эпос «Бисмаркиас» (1867). Кроме того, он опубликовал работы по истории литературы и культуры, такие как «Vorakademische Buchdrucker-Geschichte der Stadt Halle», которая принесла ему докторскую степень в университете, «Geschichte des L’Hombre og Zur Geschichte des Gaudeamus igitur». Самостоятельно издал «Ausgewählte Schriften» (1864, расширенное издание 1866 г.); позже был опубликован «Neue geschäfte Schriften» (1878). Кроме того, напечатал несколько работ по истории немецкого книгопечатания.
Внёс большой вклад в области книготорговли. Основал библиотеку биржевой ассоциации немецкой книжной торговли и написал «Codex nundinarius Germaniae literatae» (1850), основную статистику немецких издателей и их деятельности с 1564 по 1846 год.
В 1828 году был принят в масонскую ложу Zu den Drei Degen в Галле, членами которой уже были его отец Карл Август и брат Карл Фердинанд. Был активным автором масонских исследований. Ложи Balduin zur Linde и Apollo в Лейпциге и Zum aufblümenden Baum в Айслебене избрали его почётным членом.

## Избранные публикации
- Vorakademische Buchdruckergeschichte der Stadt Halle. Halle 1840.
- Paläographischer Nachweis der Unächtheit der Kölner Freimaurer-Urkunde v. J. 1535. Halle 1843.
- Schneidemüller-Lied, mit 6 Begleitstücken. C. A. Schwetschke & Sohn, Halle 1845.
- Codex nundinarius Germaniae literatae bisecularis. Meß-Jahrbücher des deutschen Buchhandels. Mit einer Einleitung von Gustav Schwetschke. 2 Bände. Halle 1850—1877.